# 前400年
| 千纪： | 前1千纪 |
| 世纪： | 前5世纪 \| 前4世纪 \| 前3世纪 |
| 年代： | 前430年代 \| 前420年代 \| 前410年代 \| 前400年代 \| 前390年代 \| 前380年代 \| 前370年代                                                                                         |
| 年份： | 前405年 \| 前404年 \| 前403年 \| 前402年 \| 前401年 \| 前400年 \| 前399年 \| 前398年 \| 前397年 \| 前396年 \| 前395年                                                           |
| 纪年： | 周安王二年 魯穆公十六年 齊康公五年 晉烈公十六年 趙烈侯九年 魏文侯二十五年 韓景侯九年 秦簡公十五年 楚悼王二年 宋悼公四年 衛慎公十五年 鄭繻公二十三年 燕後簡公十五年 越王翳十一年 |

## 大事記
- 韓、趙、魏伐楚，至桑丘。
- 鄭圍韓陽翟。
- 韓景侯虔薨，子韓烈侯啟立。
- 趙烈侯籍薨，弟趙武侯立。
- 秦簡公悼子薨，子秦惠公立。
- 凱爾特人分支因蘇布雷人定居米蘭與周邊地區。

## 出生
- 魏惠王，魏國君主，魏武侯之子。

## 逝世
- 秦簡公，秦國君主（約前428年出生）。
- 修昔底德,（Θουκυδίδης），古希腊历史学家。（前460年至前455年出生）
- 阿斯帕齊婭（希腊语: Ἀσπασία），雅典政治家伯里克利的情妇、当时雅典社会的活跃人物。（约前470年出生）